# Ernst Wichelhaus
Ernst Wichelhaus (* 2. Dezember 1865 in Elberfeld (heute Stadtteil von Wuppertal); † 11. Dezember 1943 in Schosnitz, Provinz Niederschlesien) war ein deutscher Verwaltungsjurist und Rittergutsbesitzer.

## Leben
Ernst Wichelhaus studierte an der Rheinischen Friedrich-Wilhelms-Universität Bonn Rechtswissenschaften. 1887 wurde er Mitglied des Corps Palatia Bonn. Nach Abschluss des Studiums und Promotion trat er in den preußischen Staatsdienst ein und wurde Regierungsassessor bei der Bezirksregierung Breslau.
Von 1902 bis 1919 war Wichelhaus Landrat des Landkreises Breslau. Er war Besitzer des Ritterguts Schosnitz (1937–1945 Reichbergen), auf dem er bis zu seinem Tod lebte.

## Schriften
- Rittergut Schosnitz, Kreis Breslau. o. O. 1938.